# Simone Biles
 Simone Arianne Biles (ur. 14 marca 1997 w Columbus, w stanie Ohio) – amerykańska gimnastyczka.
Siedmiokrotna złota medalistka olimpijska, zdobywczyni dwóch srebrnych i dwóch brązowych medali olimpijskich. Wielokrotna mistrzyni świata (23 złotych, cztery srebrne i trzy brązowe medale). Zdobyła 32 medale olimpijskie i mistrzostw świata, dzięki czemu pozostaje najbardziej utytułowaną amerykańską gimnastyczką wszech czasów.
Pierwsza kobieta w historii, która zdobyła trzy kolejne tytuły mistrzostw świata w gimnastyce sportowej (Antwerpia 2013, Naning 2014, Glasgow 2015). Pierwsza amerykańska gimnastyczka, która ma na koncie wielki szlem tytułów w gimnastyce sportowej: zdobyła medale na mistrzostwach kontynentalnych (Stanów Zjednoczonych), mistrzostwach świata, w Pucharze Świata w Gimnastyce Sportowej (Pucharze Ameryki w Gimnastyce Sportowej) i igrzyskach olimpijskich. Szósta gimnastyczka w historii, która zwyciężyła w zawodach w wieloboju indywidualnym kobiet zarówno na mistrzostwach świata, jak i na igrzyskach olimpijskich.
Zdobywając cztery złote medale olimpijskie na IO w Rio de Janeiro w 2016, ustanowiła nowy rekord Stanów Zjednoczonych w największej liczbie złotych medali w gimnastyce sportowej kobiet na jednych igrzyskach. Na tych samych zawodach jako pierwsza kobieta zwyciężyła w wieloboju indywidualnym przewagą ponad dwóch punktów, tj. największą od czasu wprowadzenia nowego systemu punktacji w 2006.
W listopadzie 2016 została wyróżniona tytułem kobieta roku magazynu „Glamour”. W grudniu tego samego roku zajęła piąte miejsce w kategorii ludzie w zestawieniu najczęściej wyszukiwanych haseł w wyszukiwarce Google.
7 lipca 2022 została odznaczona przez prezydenta prezydenta Stanów Zjednoczonych Joe Bidena Prezydenckim Medalem Wolności.
Biles trzykrotnie zdobyła tytuł sportsmenki roku Laureus World Sports Awards (2017, 2019, 2020). 